# Forces françaises en Italie
Pour les articles homonymes, voir FFI.
Les forces françaises en Italie (FFI) sont une unité de l'Armée de terre française qui a combattu durant la Première Guerre mondiale sur le front italien entre 1917 et 1919.

## Création et différentes dénominations[1]
Après la bataille de Caporetto, dès le 27 octobre 1917, la France et l'Angleterre décident d'envoyer des renforts à l'Italie :

- Xe armée composée des 31e et 12e C.A., de 2 divisions de chasseurs, 11 régiments d'artillerie de campagne et lourde, 5 divisions anglaises (général Plumer, suivi par Frederick Lambart).

En décembre 1917, les renforts prennent le nom de : 
- forces françaises en Italie : composée de la Xe armée et de ses renforts[note 1]

En octobre 1918 : 
- forces françaises en Italie (intégrées à la 12e armée italienne commandée par le général Graziani) :  composée du 12e C.A. à deux divisions (23e et 24e DI)

## Les commandants

### Xearmée
- 3 décembre 1917 : général Duchêne, QG à Vérone
- 11 décembre 1917 : général Maistre, QG à Vérone

### FFI
- 23 novembre 1917 : général Fayolle, QG à Padoue
- 14 février 1918 : général Maistre
- 31 mars 1918 : général Graziani

## Historique des garnisons, campagnes et batailles

### 1917
- 3 décembre, occupation d’un secteur vers le monte Tomba (it) et sur la Piave
- 30 décembre, attaque et prise du monte Tomba

### 1918
- 5 février - 14 mars : mouvement  du 12e CA vers Asolo, à partir du 9 février occupation d'un secteur au nord de cette région.
- 14 - 24 mars : retrait du front (relève par l'armée italienne), mouvement vers Mason Vicentino ; repos.
- 14 au 26 mars : occupation par une partie de l’armée d’un secteur  sur le plateau d’Asiago, et relève par les troupes italiennes
- 24 mars - 25 octobre : relève d'éléments italiens et occupation d'un secteur sur le plateau d'Asiago.
- 26 mars : transport en France du 31e CA
- 15 juin : offensive autrichienne repoussée. Combat à Capitello-Pennar et la cime Echar.
- 25 octobre - 4 novembre : engagé dans la bataille de Vittorio Veneto, offensive de la 12e armée italienne sur le Piave.

26 octobre : franchissement du Piave, poursuite vers Cavrera, Villapajera.
À partir du 31 octobre, des éléments du 12e corps d'armée sont rattachés au 13e corps d'armée italien et prennent part à une offensive sur l'Altipiano d'Asiago et progressent sur le monte Ferragh, le monte Nos et le monte Cimon.
- 4 - 11 novembre : Armistice avec l'Autriche, les éléments du 12e corps d'armée sont portés vers la région d'Asolo.